# Tankobu Peak
Der Tankobu Peak (von japanisch たんこぶ山 Tankobu-yama, deutsch ‚Schroffer Berg‘; norwegisch Kaunen ‚Beule‘) ist ein 155 m hoher, blanker und felsiger Berg an der Prinz-Harald-Küste des ostantarktischen Königin-Maud-Lands. Er markiert den nördlichen Ausläufer der Byvågåsane am Ostufer der Lützow-Holm-Bucht.
Norwegische Kartografen kartierten ihn anhand von Luftaufnahmen der Lars-Christensen-Expedition 1936/37. Teilnehmer einer von 1957 bis 1962 dauernden japanischen Antarktisexpedition nahmen Vermessungen und die Benennung vor. Letztere übertrug das Advisory Committee on Antarctic Names im Jahr 1968 in einer Teilübersetzung ins Englische.